# Jöns Sundin
Jöns Sundin, född 1821 i Orrviken, Sunne socken, Jämtland, död 1873 i Orrviken, var en svensk folkskollärare, kantor och kyrkomålare.
Han var son till Göran Sundin och Brita Jönsdotter och från 1847 gift med Ursilla Ivarsdotter och sonson till Pehr Sundin. Han fick redan som skolpojke följa med sin far på dennes arbetsresor till olika kyrkor där han fungerade som hjälpreda samtidigt som han fick de grundläggande kunskaperna i måleri. Han kom senare att arbeta självständigt med målning, förgyllning och fondväggar med skenarkitektur. Han åtog sig även dekorativa arbeten i privathem där han målade möbler, tapetserade och snickrade nya möbler. Sundin var mycket musikaliskt och mekaniskt händig och tillverkade ett flertal urverk trots sin mångsidighet kunde han inte försörja sig som konstnär och hantverkare utan utbildade sig till kantor i Stockholm och folkskollärare i Härnösand. Efter ett misslyckat försök som köpman i Östersund blev han slutligen kantor och lärare i sin hemby Orrviken. Han avled 1873 i tuberkulos och lämnade sin stora familj i misär. Bland hans arbeten märks skenarkitekturer utförda i Borgvattnet och Ströms kyrkor.